# Melbourne Park

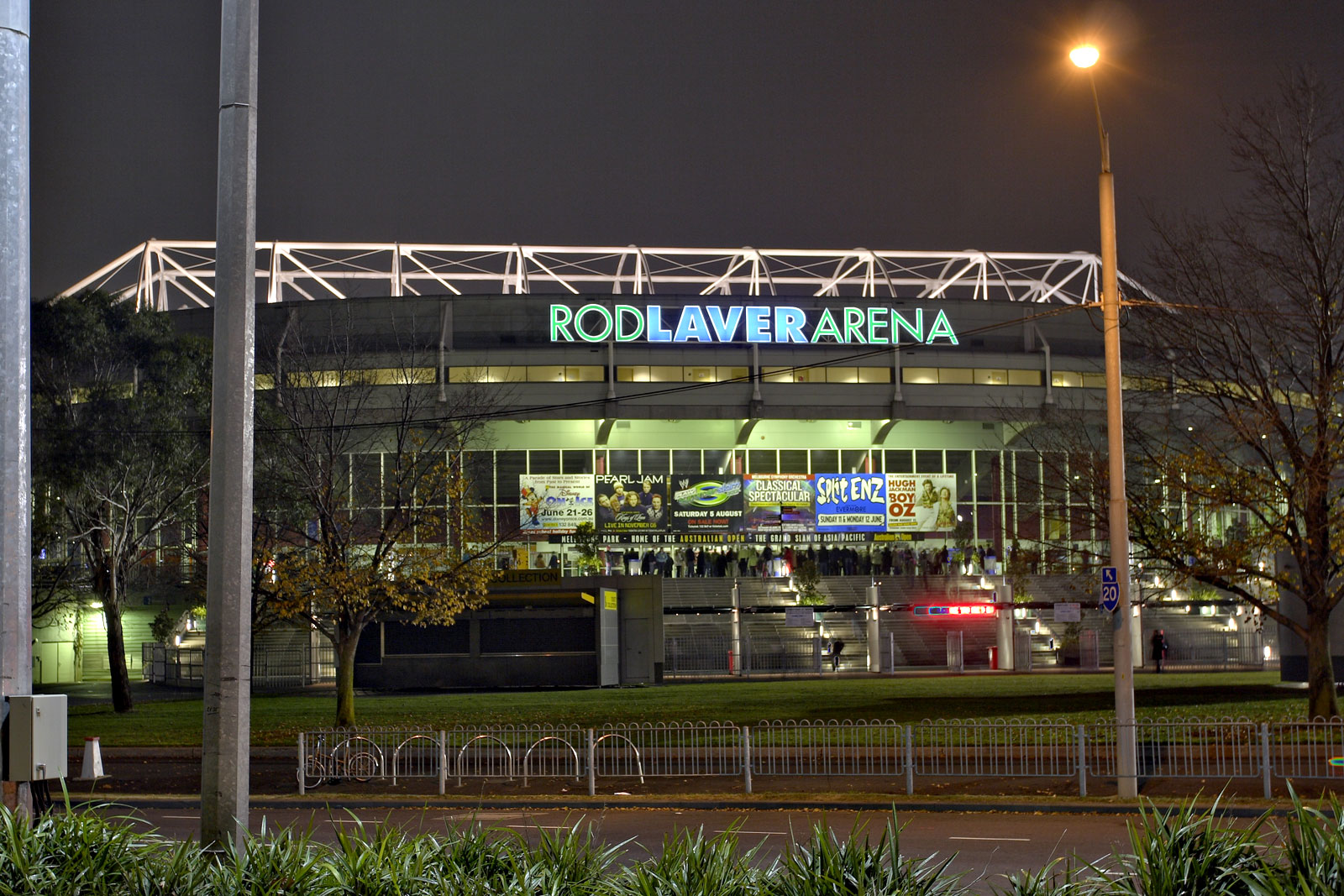
Główna arena Australian Open – Rod Laver Arena nocą

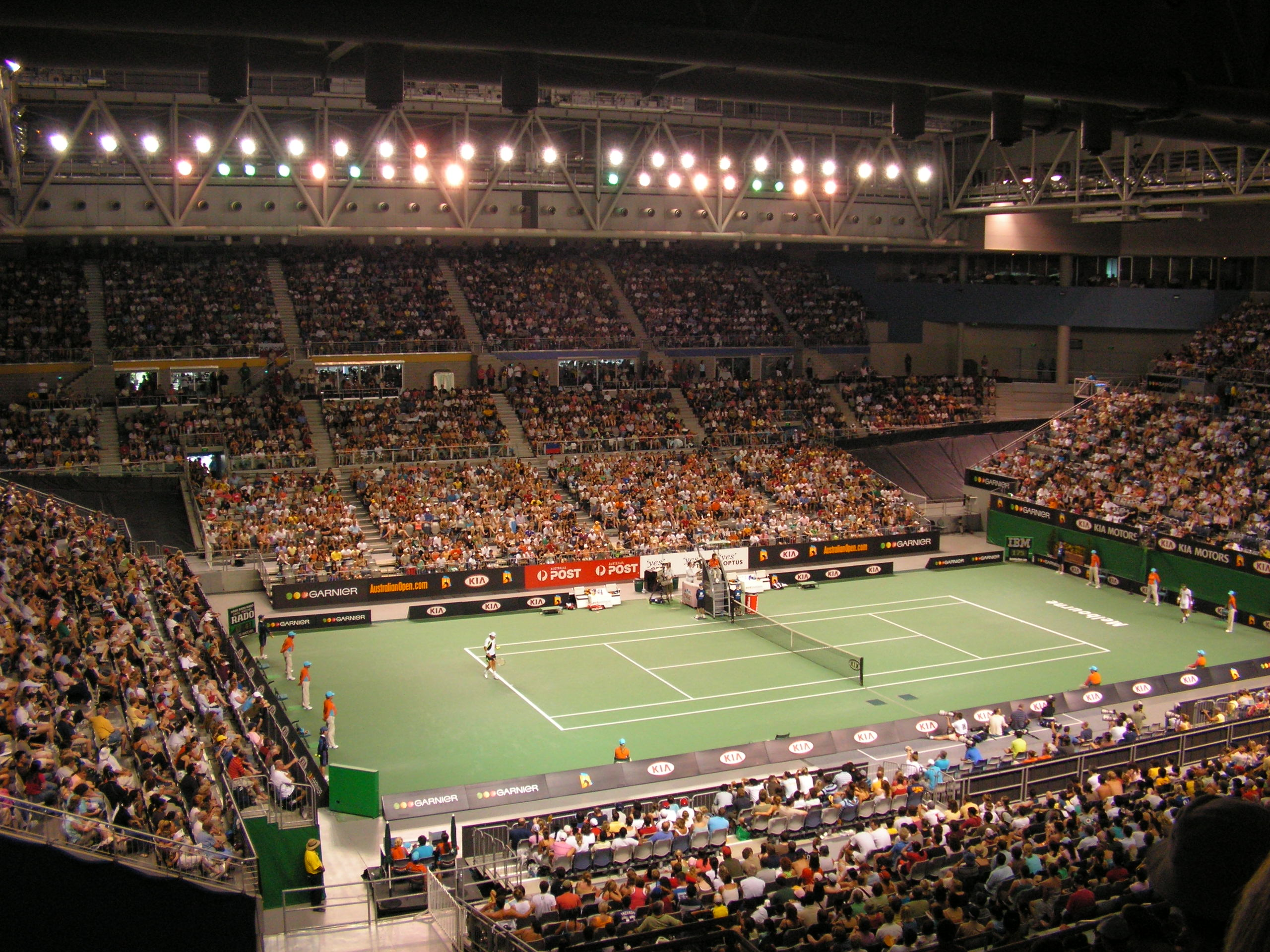
Melbourne Arena (dawniej Hisense Arena)

Melbourne Park – kompleks sportowy w australijskim Melbourne w stanie Wiktoria. Jest on położony w pobliżu rzeki Yarra, na wschód od centrum miasta.
Od 1988 roku, Melbourne Park jest miejscem rozgrywania wielkoszlemowego turnieju tenisowego Australian Open odbywającego się corocznie w styczniu i lutym. Melbourne Park było miejscem rozgrywania meczów domowych koszykarskiej drużyny Melbourne Tigers i może być przystosowane do organizowania koncertów, zawodów łyżwiarskich, kolarskich, a nawet pływackich czy sportów motorowych.
Do kompleksu tenisowego Melbourne Park należą 4 korty halowe i 22 otwarte, które można wynająć siedem dni w tygodniu, z wyjątkiem stycznia.
Melbourne Park wraz z pobliskim Olympic Park jest częścią Melbourne Sports and Entertainment Precinct, do którego należy również Yarra Park.

## Historia
Melbourne Park zostało wybudowane w 1988 roku jako nowy obiekt goszczący Australian Open, ponieważ pełniący tę rolę od lat siedemdziesiątych Kooyong Stadium był zbyt mały na organizację szybko rozrastającego się turnieju. Do 1996 roku oficjalną nazwą obiektu było The National Tennis Centre at Flinders Park (Narodowe Centrum Tenisowe przy Parku Flinders). Wtedy to ówczesny premier, Jeff Kennett, zdecydował się przemianować je na Melbourne Park, głównie w celu promocji miasta. Jego decyzja spotkała się z ostrym sprzeciwem i była porównywana do zamiany nazwy Stadionu im. Rolanda Garrosa (miejsca odbywania się French Open) na Paris Park. Jednak po upływie kilku lat nowa nazwa przyjęła się również wśród mieszkańców Melbourne.

## Organizowane imprezy
Chociaż Melbourne Park jest znane przede wszystkim jako obiekt tenisowy, gości ono poza tym liczne imprezy sportowe oraz muzyczne. Melbourne Park jest trzecim pod względem wielkości obiektem w Melbourne po Docklands Stadium i Melbourne Cricket Ground. Ponieważ wynajęcie tych obiektów jest bardzo kosztowne Melbourne Park jest głównym miejscem odbywania się koncertów międzynarodowych gwiazd muzyki. Od czasu otwarcia koncertowali tam m.in.: Kiss, Madonna, Janet Jackson, Pearl Jam, My Chemical Romance, Kylie Minogue, Cher, Fall Out Boy, Dixie Chicks, Shania Twain, Céline Dion czy Neil Diamond. Każdego roku w Melbourne Park odbywa się taneczny festiwal Two Tribes (Festiwal Dwóch Plemion).

## Pojemność i obiekty
Znany dawniej pod nazwą Kortu Centralnego, Rod Laver Arena posiada 14 820 miejsc oraz rozsuwany dach. Drugi co do wielkości kort to otwarty w 2000 roku Melbourne Arena (podczas rozegranych w 2006 roku Igrzysk Wspólnoty Narodów nosił tymczasowo nazwę Multi-Purpose Venue), mający dziesięć i pół tysiąca miejsc oraz wysuwany dach. Poza nimi Melbourne Park posiada trzy inne duże korty (tzw. show courts), z których najważniejszy to Margaret Court Arena (dawny Show Court 1).
Melbourne Park znajduje się mniej niż kilometr od centrum Melbourne i jest łatwo dostępne za pomocą transportu publicznego.
Na Melbourne Park można dojechać tramwajem linii 70, na jazdę którym posiadacze biletów na mecze mają bezpłatne bilety w czasie trwania Australian Open.